# Ésta es tu vida
Ésta es tu vida és el nom del sisè àlbum que tragueren al mercat els Hombres G. El llançament es produí l'any 1990.

## Llista de cançons
1. Esta es tu vida (4:29)
2. En la arena (3:48)
3. El rey del rock 'n' roll (3:19)
4. Voy a hablar con el (2:42)
5. Estoy pintando tu sonrisa (2:14)
6. Sólo al llover (5:33)
7. No grites mi nombre (3:42)
8. Rita (2:53)
9. Tengo hambre (2:51)
10. Si alguna vez (3:46)
11. La primavera (2:50)
12. Siempre huela a gasolina (4:04)
13. El tiempo no es mi amigo (3:37)
14. Esta es tu vida II (2:41)